# Лаврентийский ледниковый щит

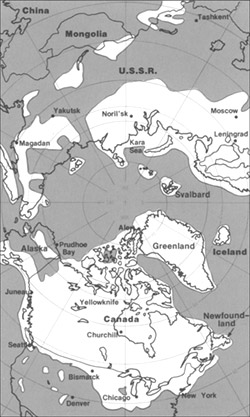
Максимальное оледенение в северной полярной области во время плейстоцена, включая Лаврентийский ледниковый щит на востоке Северной Америки

Лаврентийский ледниковый щит, Лаврентийский ледниковый покров — массивный ледник, покрывавший собой большую часть Канады и северо-восточную часть США. Циклы оледенения продолжались с 2,588 млн лет назад и до настоящего времени. Последний раз оледенение происходило между 95 тыс. и 20 тыс. лет назад. После завершения цикла оледенения на территории Канады и США образовались Пять великих озёр. Во времена плейстоцена южная граница ледника достигала линии современных городов США — Портсмут, Бостон и Нью Йорк. Ледовый покров достигал прибрежных городов современных Великих озёр южнее Чикаго и Сент Луиса. Западная граница ледникового щита располагалась вдоль нынешнего течения реки Миссури до северных склонов Кипресских холмов в Канаде, соединяясь с Кордильерским ледниковым щитом. По широте южная граница ледника достигала 38° северной широты.

## Описание
Ледник появился в эпоху плейстоцена в Северной Америке, по времени появления совпадая с общемировым ледниковым периодом. В районе Квебека толщина ледника достигала 3,2 км. Толщина по периметру была значительно меньше, края ледника формировали районы с выступающими каменными холмами — Нунатак. Ледниковый щит значительно повлиял на современную геологию Канады и севера США. После отступления ледника оставались озёра, ледниковые долины, морены и эскеры. К примеру, доисторическое прогляциальное озеро Ирокез имело протяжённость далеко за пределами современного озера Онтарио и направляло течение реки Гудзон в Атлантический океан, при этом вбирая в себя воду из реки.
Циклы таяния и роста ледника оказывали глобальное влияние на климат. Ледник изменял движение тёплого воздуха от Тихого океана через современную Монтану и Миннесоту. Воздух с влагой направлялся на юго-западные территории континента, где количество осадков сохранялось высоким, в то время как в остальной части мира происходили засухи. Таяние ледникового щита вызвало приток в Атлантический океан огромного количества пресной воды, через реку Макензи. Этот приток нарушал глубоководные, холодные и солёные течения в Атлантике, идущие от Гренландского моря. Масштабное таяние ледника в итоге вызвало повторное похолодание — поздний дриас, при котором ледниковый щит снова начинал рост и не отступал из Нунавика вплоть до 6500 лет назад. Косвенно таяние ледника оказало влияние на сельское хозяйство в Европе за счёт повышения уровня Мирового океана.
Самый старый сохранившийся остаток Лаврентийского ледника находится на Баффиновой Земле — это ледник Барнса площадью 6000 км².

### Центр ледника
В период позднего плейстоцена Лаврентийский ледник доходил до Скалистых гор на востоке, через Великие озёра, до современной Новой Англии, охватывая почти всю Канаду к востоку от Скалистых гор. Ледники в Северной Америке состояли из трёх основных ледяных щитов — Лабрадорского, Кеевантинского и Кордильерского. Кордильерский ледник, отдельный от Лаврентийского, покрывал область от Тихого океана до Скалистых гор. Лабрадорский и Кеевантийский щиты составляли часть Лаврентийского ледника. Ледник покрывал Западные внутренние равнины Северной Америки от реки Маккензи до реки Миссури и до верховий Миссисипи. Лабрадорский сегмент ледника покрывал восток Канады и северо-восток США, примыкающий к долине Кеевантина на западе Великих озёр и в долине реки Миссисипи.

### Кордильерский ледник
Кордильерский ледяной щит имел площадь 2 500 000 км² в период последнего ледникового максимума. Восточный край соприкасался с Лаврентийским ледником. Ледник оканчивался в современной Британской Колумбии и Альберте, на юге — в Каскадных горах в штате Вашингтон. Ледник содержал в себе в полтора раза больше воды, чем Антарктика. Таяние ледника произошло примерно за 4000 лет, оставляя после многочисленные послеледниковые озёра по периметру ледника, в том числе озеро Мизула, которое часто провоцировало сильные наводнения. Ледник серьезно изменил топографию современных Восточного Вашингтона, Северной Монтаны и Северной Дакоты.